# 年金者党 (ノルウェー)

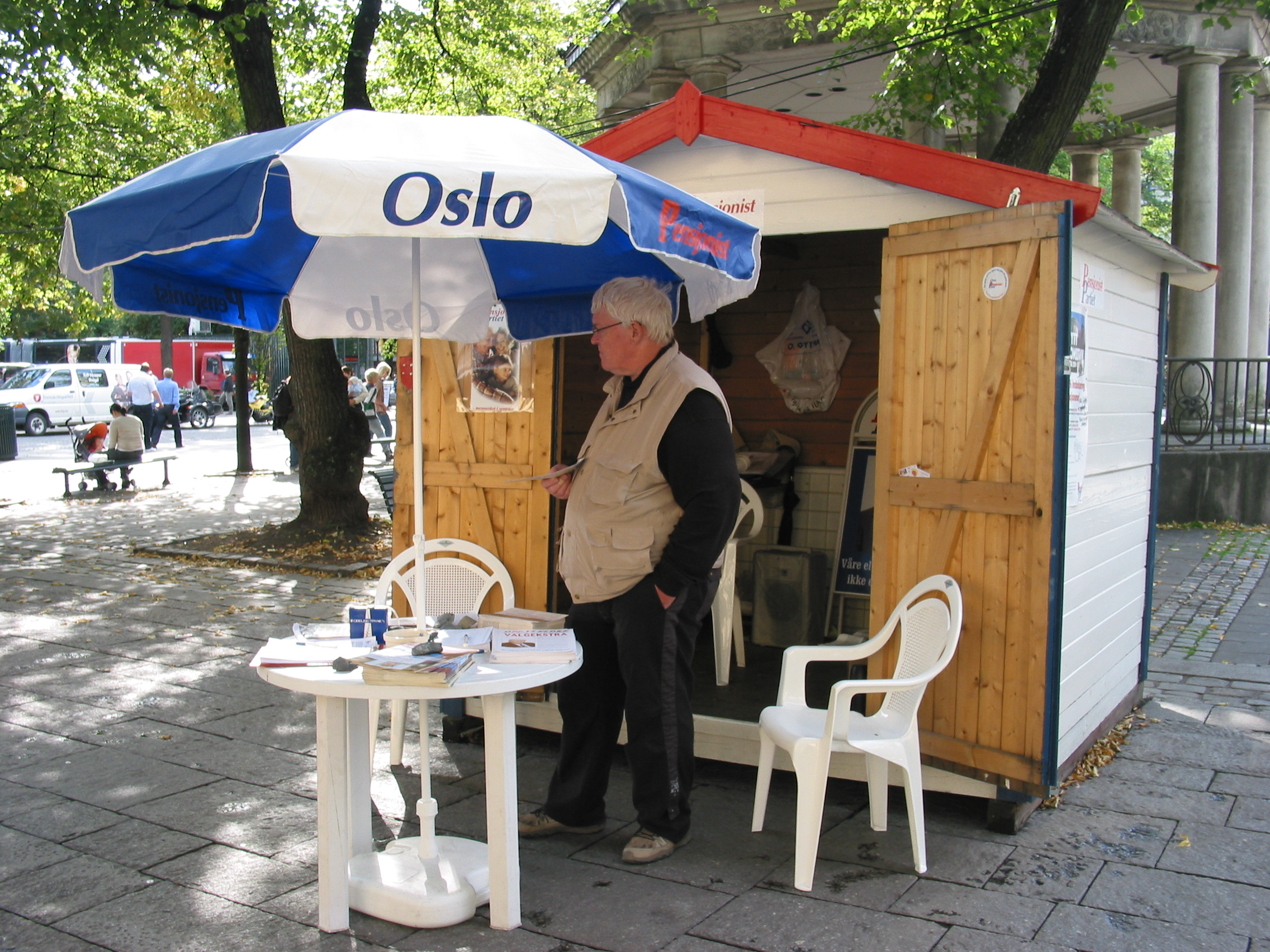
2009年の議会選挙で設置したキャンペーンブース

年金者党（ねんきんしゃとう、ノルウェー語:Pensjonistpartiet）はノルウェーのミニ政党。年金受給者の利害を代表すべく1985年に結党。国政には議員を出していないものの、県では5名、市町村では47名の党所属議員が存在する。
2005年の議会選挙で0.5%の得票率を得た。